# Ford International Championships of Spain 1995
Ford International Championships of Spain 1995 — жіночий тенісний турнір, що проходив на відкритих кортах з ґрунтовим покриттям Real Club de Tenis Barcelona в Барселоні (Іспанія). Належав до турнірів 2-ї категорії в рамках Туру WTA 1995. Відбувсь учотирнадцяте і тривав з 25 до 30 квітня 1995 року.

## Фінальна частина

### Одиночний розряд, жінки
Аранча Санчес Вікаріо —  Іва Майолі 5–7, 6–0, 6–2
- Для Санчес Вікаріо це був 3-й титул за сезон і 60-й — за кар'єру.

### Парний розряд, жінки
Аранча Санчес Вікаріо /  Лариса Савченко —  Маріан де Свардт /  Іва Майолі 7–5, 4–6, 7–5
- Для Санчес Вікаріо це був 4-й титул за сезон і 61-й — за кар'єру. Для Савченко це був 2-й титул за сезон і 53-й — за кар'єру.